# グレイテスト・ヒッツ (スキマスイッチのアルバム)
『グレイテスト・ヒッツ』は、スキマスイッチの初のベスト・アルバム。

## 解説
- これまでの全てのシングルと、アルバム収録曲をピックアップした全15曲が収録されている。 全曲リマスタリングが施されている。
- 初回生産限定盤・通常盤の2種同時発売。初回生産限定盤は特殊パッケージ仕様。また、『ARENA TOUR'07 “W-ARENA”』先行予約情報封入。2018年にAUGUSTA RECORDSカタログ51作品の一つとして通常盤がユニバーサルミュージックから再発された[1]。
- 通算2作目となるオリコンアルバムチャート初登場1位を獲得。初となる2週連続1位も獲得した。
- オリコンアルバムチャート年間10位を獲得し、自身のシングル・アルバムともに初の年間ベスト10以内に入った。
- 2017年9月時点でTSUTAYAにおいて累計179万回以上レンタルされ、同時点でTSUTAYAにおけるベスト盤のレンタル回数では歴代26位である[2]。

## 収録曲
各楽曲の詳細はそのページを参照。
| 全作詞・作曲: スキマスイッチ。 |                    |                |                |      |
| #                              | タイトル           | 作詞           | 作曲・編曲     | 時間 |
| 1.                             | 「view」           | スキマスイッチ | スキマスイッチ | 4:16 |
| 2.                             | 「君の話」         | スキマスイッチ | スキマスイッチ | 3:48 |
| 3.                             | 「奏（かなで）」   | スキマスイッチ | スキマスイッチ | 5:31 |
| 4.                             | 「ふれて未来を」   | スキマスイッチ | スキマスイッチ | 4:03 |
| 5.                             | 「冬の口笛」       | スキマスイッチ | スキマスイッチ | 5:28 |
| 6.                             | 「全力少年」       | スキマスイッチ | スキマスイッチ | 4:35 |
| 7.                             | 「雨待ち風」       | スキマスイッチ | スキマスイッチ | 5:59 |
| 8.                             | 「キレイだ」       | スキマスイッチ | スキマスイッチ | 3:51 |
| 9.                             | 「飲みに来ないか」 | スキマスイッチ | スキマスイッチ | 3:39 |
| 10.                            | 「ボクノート」     | スキマスイッチ | スキマスイッチ | 5:41 |
| 11.                            | 「ガラナ」         | スキマスイッチ | スキマスイッチ | 4:31 |
| 12.                            | 「スフィアの羽根」 | スキマスイッチ | スキマスイッチ | 4:14 |
| 13.                            | 「アカツキの詩」   | スキマスイッチ | スキマスイッチ | 4:30 |
| 14.                            | 「惑星タイマー」   | スキマスイッチ | スキマスイッチ | 4:41 |
| 15.                            | 「マリンスノウ」   | スキマスイッチ | スキマスイッチ | 5:22 |
| 合計時間:                      | 合計時間:          | 70:09          |                |      |

## 楽曲解説
1. view
  - 1stシングル
2. 君の話
  - 1stミニアルバム『君の話』収録曲
3. 奏（かなで）
  - 2ndシングル
4. ふれて未来を
  - 3rdシングル
5. 冬の口笛
  - 4thシングル
6. 全力少年
  - 5thシングル
7. 雨待ち風
  - 6thシングル
8. キレイだ
  - 2ndアルバム『空創クリップ』収録曲
  - w-inds.への提供曲のセルフカバー。
9. 飲みに来ないか
  - 2ndアルバム『空創クリップ』収録曲
10. ボクノート
  - 7thシングル
11. ガラナ
  - 8thシングル
12. スフィアの羽根
  - 8thシングルカップリング曲
13. アカツキの詩
  - 9thシングル
14. 惑星タイマー
  - 自身が所属するユニット「福耳」の楽曲のセルフカバー。
  - アルバム『夕風ブレンド』ではリアレンジしたバージョンが収録されていたが、今作では原曲のトラックをそのまま使用し、大橋卓弥が単独で歌唱するバージョンが収録されている。
15. マリンスノウ
  - 10thシングル

## ライブ映像作品
新録楽曲のみ記載。既出の楽曲については、初収録の作品ページを参照。
| 曲名         | 発売年 | 作品名                                                                 |
| ------------ | ------ | ---------------------------------------------------------------------- |
| 惑星タイマー | 2013年 | Augusta Camp 2012 in KOCHI & AMAMI 〜OFFICE AUGUSTA 20TH ANNIVERSARY〜 |
| 惑星タイマー | 2022年 | スキマスイッチ TOUR '07 “夕風トラベル” THE MOVIE                       |

## 他のアルバムへの収録
新録楽曲のみ記載。既出の楽曲については、初収録の作品ページを参照。
| 曲名         | 発売年 | 作品名                                    | 分類       |
| ------------ | ------ | ----------------------------------------- | ---------- |
| 惑星タイマー | 2006年 | 夕風ブレンド                              | オリジナル |
| 惑星タイマー | 2013年 | POPMAN'S WORLD〜All Time Best 2003-2013〜 | ベスト     |